# Georges Édon
Georges Édon est un épigraphiste, grammairien, paléographe et latiniste français, né le 1er janvier 1837 à Paris et mort le 23 novembre 1905 dans le septième arrondissement de cette même ville.

## Biographie
Élève de l'école normale supérieure de 1856 à 1859, Georges Édon fut nommé professeur au lycée d'Angers de 1859 à 1863, puis au lycée Henri-IV à Paris (encore connu à l'époque sous le nom de lycée Napoléon) de 1863 à 1897. Il fut membre du conseil supérieur de l'instruction publique de 1888 à 1896, ayant été réélu en 1892.
En 1869, il participe au Dictionnaire latin-français, rédigé spécialement à l'usage des classes de Charles Lebaigue. Après avoir repris et mis à jour certains des travaux du latiniste Charles François Lhomond, il entreprit la rédaction d'un dictionnaire français-latin voué à la pratique du thème dans les lycées : son « œuvre préférée, à laquelle il a travaillé plus de trente ans » finit par paraître en 1908, trois ans après sa mort, la rédaction de cet ouvrage ayant été achevé par le latiniste René Pichon grâce aux nombreuses notes détaillées laissées par l'auteur (au moment de la mort de Georges Édon, le dictionnaire était totalement achevé de la lettre « A » jusqu'au mot « syllabe »).
Ce Dictionnaire français-latin, réédité successivement en 1952, 1955, 1979, 1995 et 2000, sert encore aujourd'hui de référence pour la préparation de concours impliquant une épreuve de thème latin, tel que ceux de l’École nationale des chartes ou de l'agrégation de lettres classiques. Comme son cousin le Dictionnaire illustré latin-français, plus connu sous le nom de Gaffiot, le Dictionnaire français-latin est plus couramment dénommé, en hommage à son créateur, l'Édon.
Après avoir pris sa retraite en 1897, Georges Édon s'installa à Fontainebleau, avant de mourir le 23 novembre 1905 dans le septième arrondissement de Paris. À ses contemporains il laissa l'image, selon les mots de l'inspecteur général Lachelier, d'« un érudit, auteur de travaux distingués » » et d’« un très digne professeur, un peu froid peut-être, mais solide, simple et méthodique, qui paraît exercer sans effort une très grand autorité sur ses élèves. »

## Publications
- Discours prononcé à la distribution solennelle des prix du lycée impérial Napoléon, le mardi 11 août 1868 sur l'utilité des études classiques, E. Donnaud, Paris, 1868, 12 p.[6]
- Cours de thèmes et exercices latins adaptés à la grammaire latine de Lhomond, pour l'usage des classes de grammaire avec des observations grammaticales, des notes explicatives et un dictionnaire des noms propres, Belin, Paris, 1871 (réédité en 1876), 202 p.[7]
- Éléments de la grammaire latine d'après Lhomond, entièrement corrigés dans le texte et augmentés de remarques et de notes, Belin, Paris, 1872 (réédité en 1875), 307 p.[8]
- Recueil gradué de thèmes latins, extraits des meilleurs prosateurs français pour l'usage des classes de grammaire (6e, 5e et 4e), avec des annotations, des commentaires et un dictionnaire des noms propres, Belin, Paris, 1874 (réédité en 1880), 119 p.[9]
- La Grammaire latine de M. Georges Édon et la quarantième édition de la Grammaire latine de M. Deltour, Belin, Saint-Cloud, 1879, 63 p.[10]
- Traité de langue latine. Écriture et prononciation du latin savant et du latin populaire, contenant également « Une Acquisition récente du Musée de Naples » et « Études paléographiques. Restitution et nouvelle interprétation du chant dit des frères arvales », E. Belin et fils, Paris, 1882, 362 p.[11]
- Éléments de grammaire latine d'après Lhomond : suivie d'un traité élémentaire de métrique, de prosodie et d'accentuation, E. Belin et fils, Paris, 1883 (réédité en 1896 et 1912), 361 p.[12]
- Nouvelle étude sur le chant lémural, les frères arvales et l'écriture cursive des Latins, E. Belin et fils, Paris, 1884, 232 p.[13]
- Natalis de Wailly (1804-1886), in Annuaire de l'Association des anciens élèves du lycée Henri IV, P. Dubreuil, Paris, 1886-1887, 10 p.[14]
- Thèmes oraux sur la syntaxe latine, vocabulaire en regard du texte par R. Pessonneaux, E. Belin et fils, Paris, 1887 (réédité en 1892 et 1926), 215 p.[15]
- Petite grammaire latine, à l'usage des commençants, avec des listes méthodiques de mots en regard des paradigmes pour initier à la connaissance du vocabulaire, et un répertoire général des règles représentées par leurs exemples, Belin frères, Paris, 1890 (réédité en 1892 et 1906), 176 p.[16]
- Grammaire pratique de la langue latine, en collaboration avec Edmond Simore, Belin frères, Paris, 1907 (réédité en 1909 et 1912), 305 p.[17]
- Dictionnaire français-latin rédigé spécialement à l'usage des classes, publié par René Pichon, Belin frères, Paris, 1908 (réédité en 1952, 1955, 1979, 1995 et 2000), 1800 p.[18]

## Distinctions
- Chevalier de la Légion d'honneur (1896)[2]